# Thomas Seymour
Thomas Seymour (1509 ou avant – 20 mars 1549), 1er baron Seymour de Sudeley, est un homme politique anglais. Il est le frère de Jane Seymour, troisième épouse du roi Henri VIII. Avec son frère, Édouard Seymour, premier duc de Somerset et Lord Protecteur de l'Angleterre, il se dispute le contrôle de leur neveu, le jeune roi Édouard VI lors de son accession au trône à l'âge de neuf ans. En 1547, Seymour épouse Catherine Parr, veuve d'Henri VIII. Il est exécuté pour trahison le 20 mars 1549.

## Jeunesse
Seymour est le quatrième fils de John Seymour († 1536), propriétaire terrien et courtisan, et de Margery Wentworth († 1550). John et lady Seymour ont six fils et quatre filles. Ses aînés sont Edward Seymour -plus tard 1er duc de Somerset- et Henry Wentworth de Nettlestead (Suffolk). Parmi les filles, Jeanne Seymour, la troisième reine consort de Henri VIII d'Angleterre, mère d’Édouard VI. À la mort du roi Henri VIII, Thomas Seymour épouse sa veuve Catherine Parr qui a été sa sixième épouse.
Thomas passe son enfance à Wulfhall (Wiltshire). L’historien David Starkey décrit Thomas ainsi : « grand, bien bâti, avec une barbe en pointe et des cheveux auburn, aucune femme ne lui résistait. »

## Relations avec la famille royale
Le pouvoir de la famille Seymour augmente pendant le mariage d’Henry VIII et d’Anne Boleyn, de qui Jeanne devint la demoiselle de compagnie. Anne ne parvenant pas à donner à Henry un fils, les frères Seymour y virent une occasion de pousser Jeanne vers le roi. Henry épousa Jeanne onze jours après l’exécution d’Anne en mai 1536, et elle donna naissance à son fils légitime en octobre de l’année suivante.
Ce fut Edward Seymour, le frère aîné, qui profita le plus du mariage de sa sœur et du roi. Des historiens ont spéculé que les dissensions entre Edward et Thomas commencèrent à cette époque, alors que Thomas, sans surprise, commençait à éprouver du ressentiment envers son frère. Bien que Thomas ait été nommé Lord Haut Amiral, il était rongé par la jalousie qu’il éprouvait envers l’influence et le pouvoir de son frère.
En 1543, John Neville, troisième baron Latymer, mourut en laissant une riche veuve, Catherine Parr. Catherine et Thomas devinrent proches. Malheureusement pour ce dernier, Henry VIII était aussi intéressé par Catherine et, impressionné par sa dignité et son intelligence, décida de l’épouser. Jaloux de l’attention que portait Seymour à Catherine, le roi envoya Thomas en mission diplomatique aux Pays-Bas.
Henry VIII mourut en janvier 1547, faisant de Catherine une des femmes les plus riches d’Angleterre. Thomas avait été fait Maître général de l'équipement en 1544 et Lord gardien des Cinq-Ports en 1545. Il retourna à la cour quelques mois après la mort d’Henry et vit son frère Edward devenir Lord-Protecteur d’Angleterre et, dans les faits, régent du royaume pour son neveu Édouard VI. Thomas fut, par le testament d’Henry, baron Seymour de Sudeley. Cependant, le désir le plus fervent de Thomas était de remplacer son frère comme Lord-protecteur.

Bien que Thomas Seymour ait failli se marier à Mary Howard, duchesse de Richmond, il était toujours célibataire au moment de la mort du roi. Peut-être que Thomas prévoyait d’épouser une des princesses Marie ou Élisabeth, les filles d’Henry VIII issues de ses deux premiers mariages. La rumeur courut même que Seymour avait tenté d’entretenir une relation avec Élisabeth, qui était encore adolescente. S’il comptait sur un tel mariage pour asseoir sa route vers le pouvoir, ce fut un échec, bien que son mariage secret en avril 1547 avec Catherine Parr, la tutrice d’Élisabeth, puisse être vu comme une tentative de se rapprocher de la petite princesse. Anne Stanhope, l’épouse d’Edward, détestait Catherine et Thomas et commença à tourner contre eux beaucoup de courtisans. Elle garda les bijoux de la reine, qui de droit revenaient à Catherine.

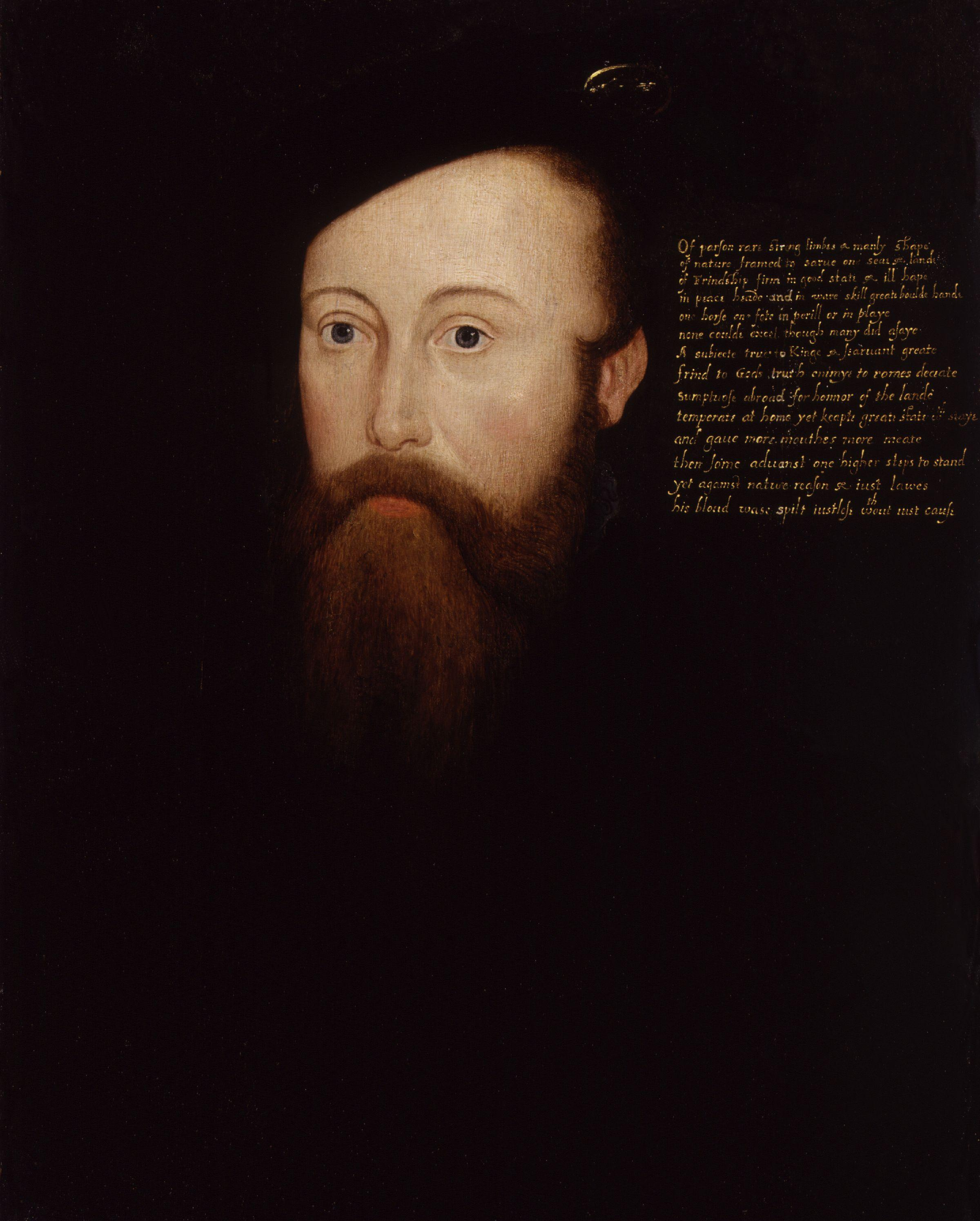
Portrait de Thomas Seymour par un artiste inconnu.

La princesse Élisabeth, pupille de Catherine Parr, était allée vivre avec sa belle-mère à Chelsea, à la mort d’Henry. Thomas obtint sa garde, et celle de lady Jeanne Grey, une autre jeune membre de la maisonnée. L’ambitieux Thomas commença à faire des avances à Élisabeth, faisant irruption dans la chambre de lady Élisabeth avant qu’elle ne fut prête, et parfois même avant qu’elle ne se soit levée, et si elle était réveillée, il lui souhaitait une bonne journée et la tapotait dans le dos ou sur les fesses familièrement. Alors que les rumeurs allaient bon train, Kat Ashley, la gouvernante d’Élisabeth, implora Seymour de cesser ses pitreries dans la chambre d’Élisabeth. Indigné, Thomas répondit : « Pour l’amour de Dieu, je ne pense pas à mal, et je ne sortirai pas ! » Des épisodes étranges s’ensuivirent, Catherine participant aux activités équivoques de son époux avec Élisabeth, allant jusqu’à chatouiller avec lui la jeune fille dans son lit, et à une autre occasion la maintenant tandis que son époux découpait de son épée la robe noire de la princesse « en cent morceaux ». Bien que la gouvernante affirmât que la reine avait trouvé Élisabeth dans les bras de Seymour (ce qui impliquait une relation sexuelle ou approchant), elle revint plus tard sur ses déclarations. Catherine, néanmoins, essaya de sauver la réputation d’Élisabeth en l’envoyant chez Anthony Denny dans le Hertfordshire. Cependant, quand Catherine mourut en couches en août 1548, Thomas renouvela son approche de la princesse.
Thomas avait également corrompu un homme nommé John Fowler, un des plus proches serviteurs d’Édouard VI, qui lui avait appris que le roi se plaignait souvent de ne pas recevoir assez d’argent de poche. Thomas donna de l’argent au roi et commença à exprimer à voix haute sa désapprobation envers la façon dont son frère administrait le pays. En tant que lord Haut Amiral, il pouvait contrôler la marine anglaise, et demanda ouvertement à être soutenu en cas de coup d’État. Il encourageait aussi la piraterie, laissant aux pirates un libre passage à condition qu’ils partagent leur butin. Il n'était guère discret dans sa recherche du pouvoir.
Thomas avait aussi espéré financer un coup d’État en corrompant le vice-trésorier de la Monnaie de Bristol, Sir William Sharington. Sharington, chargé de frapper les monnaies, avait truqué les livres de comptes et conservé la majorité du profit. Quand Thomas l’apprit, il fit chanter Sharington.

## La chute de Thomas
Fin 1548, le Conseil Privé fut informé des manigances de Thomas. On enquêta sur la Monnaie de Bristol et Sharington révéla tout. Somerset tenta de protéger son frère en rassemblant un conseil où Thomas aurait dû tenter d’expliquer ses actions. Au lieu de cela, Thomas ne parut pas et échafauda un plan pour kidnapper le roi.
La nuit du 16 janvier, Thomas fit irruption dans les appartements du roi au château de Hampton Court. Il entra dans le jardin privé et éveilla un des épagneuls du roi. Alertés par le chien, les gardes arrêtèrent Thomas qui fut envoyé à la Tour de Londres. Le 18 janvier, le Conseil fit interroger tous les proches de Thomas, y compris la princesse Élisabeth, qui était soupçonnée d’entretenir une relation sexuelle avec lui, et même d’être enceinte de son enfant, voire d’avoir comploté avec lui pour prendre le trône de son demi-frère, Édouard VI.
Le 22 février, le Conseil accusa officiellement Thomas de trente-trois charges de trahison. Somerset repoussa la signature de l’arrêt de mort, afin que le Conseil le fasse signer par le roi. Le 20 mars, Thomas Seymour fut exécuté à la Tour.
La fille qu'il avait eue de Catherine Parr, Mary Seymour, aurait dû être riche, mais sa mère, mourant à sa naissance, avait laissé sa fortune à Thomas. Quand Thomas fut exécuté, la couronne confisqua tout ce qu’il avait, y compris l’héritage de Mary ; celle-ci fut recueillie par Catherine Willoughby, duchesse douairière de Suffolk, une proche amie de Catherine. Un an et demi plus tard, les possessions de Mary lui furent restituées par un acte du Parlement, soulageant la duchesse du poids financier de la maisonnée de l'enfant. La dernière mention de Mary Seymour date de son second anniversaire, et la plupart des historiens pensent qu'elle est morte enfant. Le titre « baron de Sudeley » revint au frère de Catherine Parr, William.
On a rapporté à tort qu’apprenant sa mort, la princesse Élisabeth rétorqua : « Aujourd’hui est mort un homme qui avait beaucoup d’intelligence et peu de jugement ». Quelle que soit la vérité de sa relation avec Thomas Seymour, Élisabeth fut par la suite bien plus prudente dans ses relations avec les hommes.

## Postérité

### À la télévision
- Andrew McNair dans la série Les Tudors (The Tudors)

- Tom Cullen dans la série Becoming Elizabeth

### Au cinéma
- Stewart Granger dans La Reine vierge (Young Bess)
- Sam Riley dans le film Le Jeu de la reine (Firebrand)

### Source
- (en) Cet article est partiellement ou en totalité issu de l’article de Wikipédia en anglais intitulé « Thomas Seymour, 1st Baron Seymour of Sudeley » (voir la liste des auteurs).